# Platges de Barcelona
Les platges de Barcelona són les que conformen el litoral marítim de Barcelona, dividint-lo en diferents platges al llarg de gairebé cinc quilòmetres. Són fàcilment accessibles des de qualsevol punt de la ciutat i compten tant amb els equipaments bàsics i com amb els de lleure. Les platges de Barcelona estan disponibles tot l'any i són la zona d'esbarjo més gran de la ciutat.

## Història

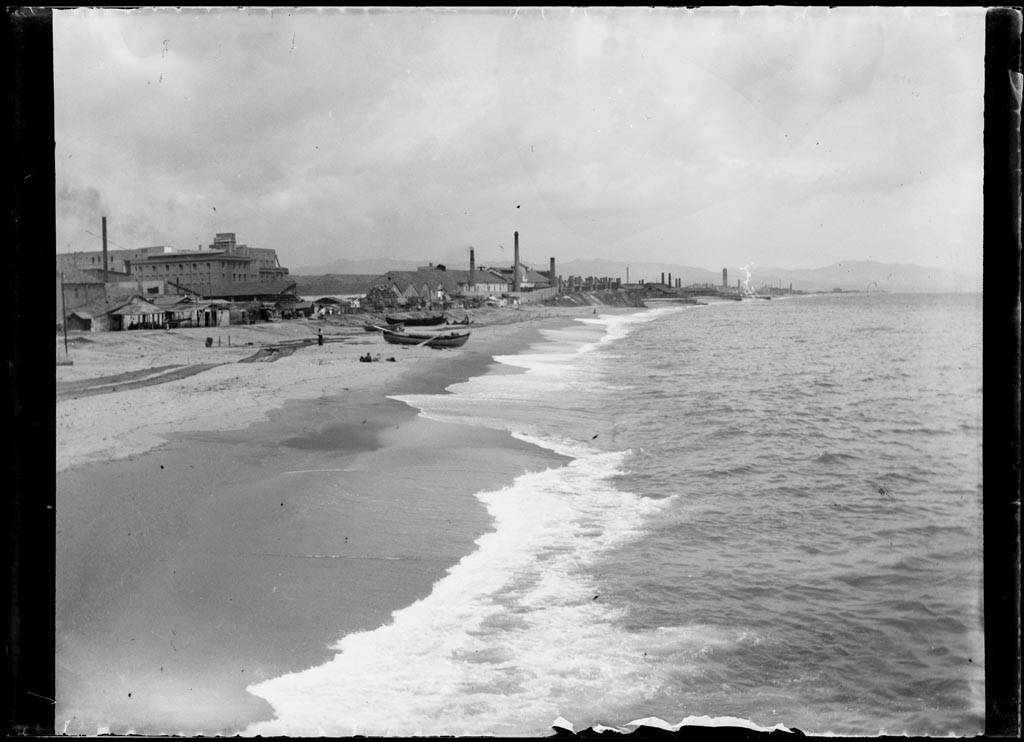
Fàbriques vora la platja de Barcelona. Màrius Aguirre i Serrat-Calvó (entre 1888 i 1910)

A finals de la dècada del 1980, arran dels futurs Jocs Olímpics que se celebrarien a la ciutat l'estiu de 1992, Barcelona va iniciar la recuperació del seu front marítim. Aquesta va suposar un canvi històric, ja que fins aleshores havia viscut d'esquena al mar, i va fer possible la integració de les platges del nord a la vida quotidiana dels barcelonins. Amb la celebració del Fòrum de les Cultures a la ciutat el 2004 se seguí urbanitzant la línia de costa en direcció al Besòs, i es van crear també els banys del Fòrum, una platja sense sorra integrada dins del parc del Fòrum. Durant la temporada de bany de 2019 la bandera groga va tenir una gran presència a les platges de la ciutat atesa la mala qualitat de l'aigua o per la presència de meduses.
El gener de 2020, el temporal Gloria també va tenir una forta incidència en la línia del litoral i va causar-hi grans desperfectes. A resultes d'aquesta situació, l'ajuntament de la ciutat va dir que demanaria la declaració de zona catastròfica i en una primera avaluació va xifrar les destrosses en més de 12 milions d'euros. Un mes més tard, ja s'havia aprovat la sol·licitud de zona greument afectada pel temporal i la xifra del balanç final pels danys ocasionats havia augumentat fins als gairebé 24 milions d'euros. Es va acordar destinar-ne 1,2 a les reparacions més urgents a les platges, que van iniciar-se a començaments de març, tot i que durant els dies que van succeir el temporal ja s'havien fet alguns treballs per tal de redistribuir-ne la sorra moguda pel vent. Com a conseqüència del Gloria, les platges van perdre entre un 10% i un 20% de la seva superfície, i les més afectades van ser les de Nova Icàra, Nova Mar Bella, Bogatgell i Mar Bella. Malgrat això, en la primera estimació se n'havia fixat la pèrdua mitjana de sorra en un 30%, però la bonança meteorològica posterior va fer possible que bona part de la sorra fos recuperada.
Després de l'episodi del temporal, diversos experts van alertar que la ciutat no podria mantenir les platges en el futur perque no serien sostenibles, i van assegurar que caldria adoptar mesures per limitar l'ocupació del litoral marítim. També van advertir que, a causa del canvi climàtic, la pujada del nivell del mar i l'escalfament de l'aigua suposarien més episodis de maror i una activitat marina i costanera més notable. L'entitat ecologista Ecologistes en Acció es va oposar a la reposició artificial de la sorra, al·legant que fer-ho suposava un gran impacte no només econòmic sinó també ambiental, i va proposar alternatives com la de permetre que els sediments dels rius arribéssin de manera natural fins a la línia de costa.

## Platges

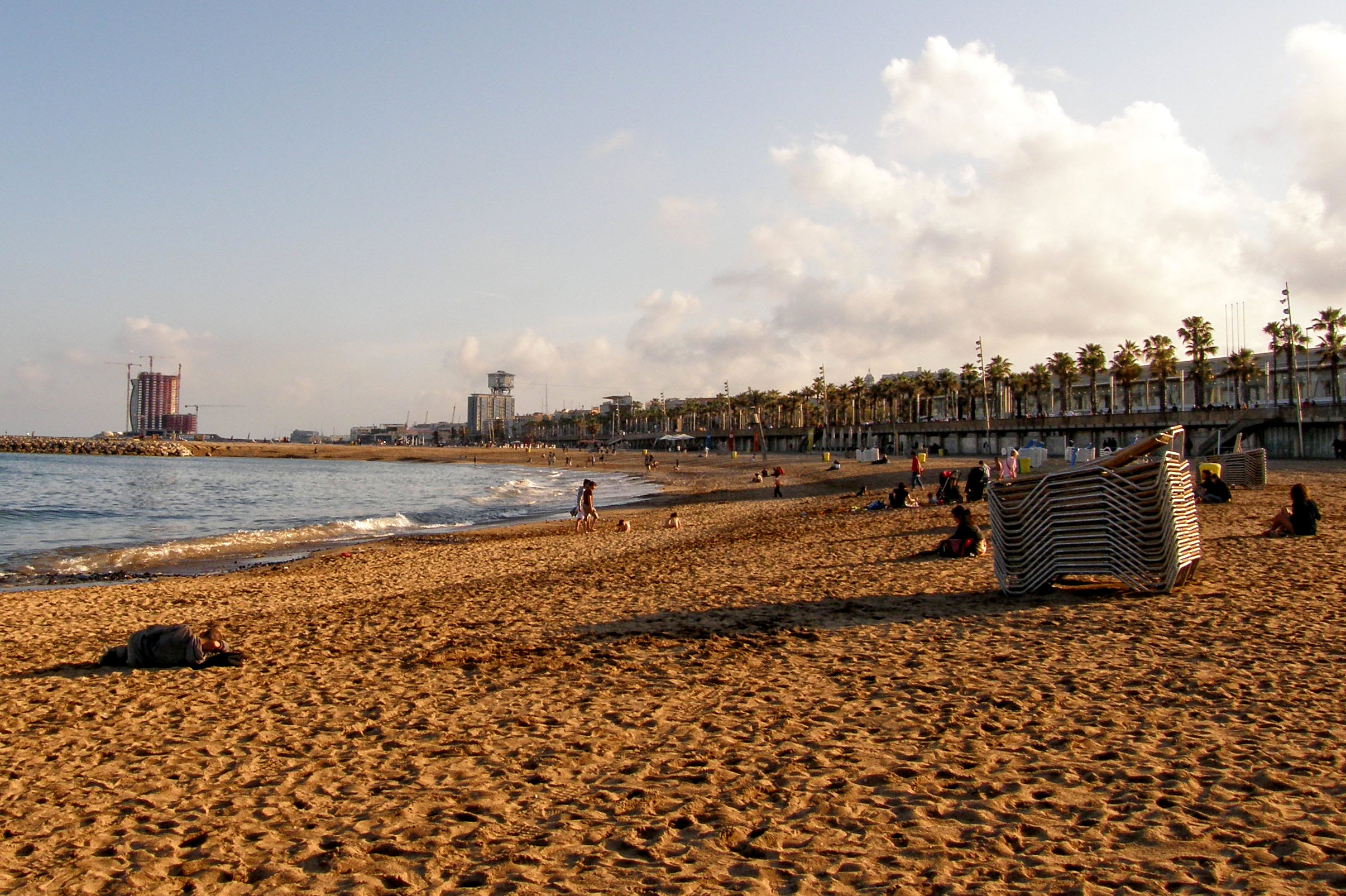
Platja del Somorrostro.

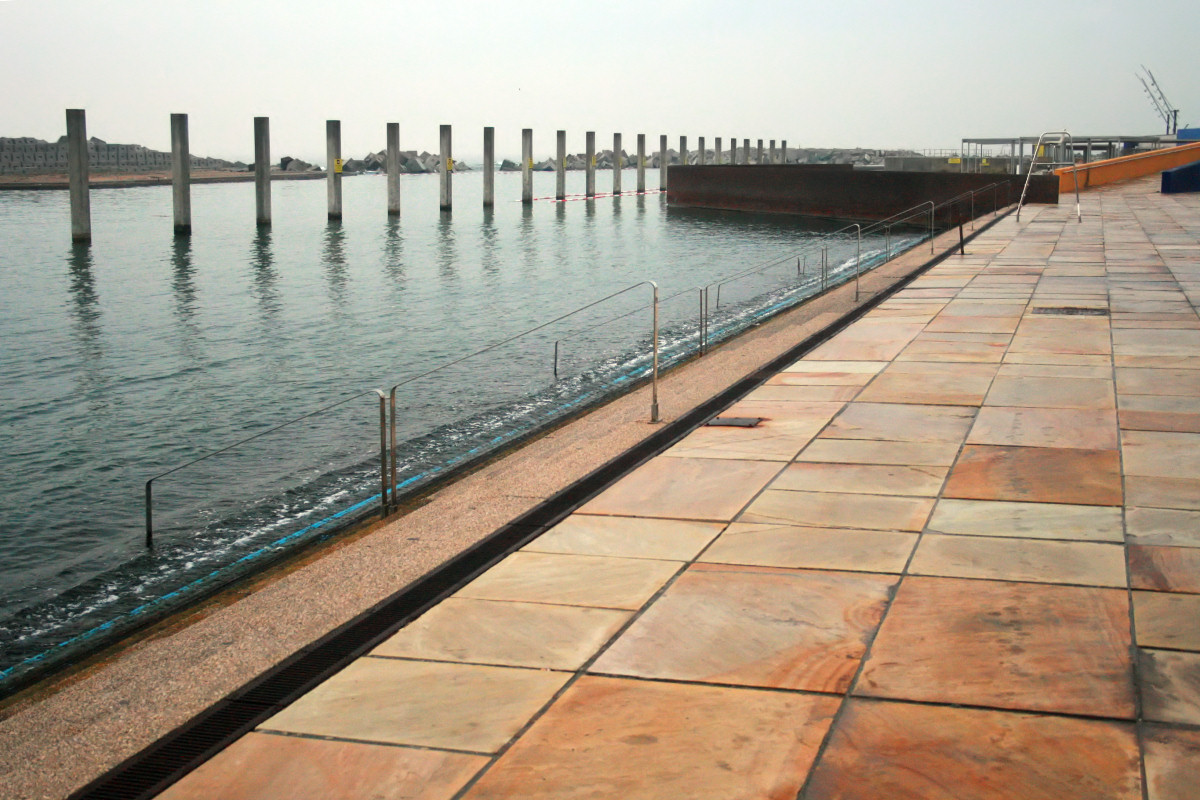
Zona de banys del Fòrum.

Les platges que conformen la costa de la ciutat són de sorra fina i daurada, amples i d'aigües poc profundes. De sud-oest a nord-est són les següents:
- Sant Sebastià, al barri de la Barceloneta (Ciutat Vella), amb una llargada aproximada de 660 m. És la platja situada més a ponent i, juntament amb la platja de la Barceloneta, és la més antiga i de major tradició, atès que molt a prop tenen la seu clubs esportius de gran rellevància a la ciutat per les seves activitats relacionades amb la mar.[9]
- Sant Miquel, al barri de la Barceloneta (Ciutat Vella), amb una llargada d'uns 420 m per 48 d'amplada. Està situada entre les platges de Sant Sebastià i la Barceloneta. És una de les més antigues de la ciutat.[10] S'hi troba L'estel ferit, una escultura de Rebecca Horn, que ha propiciat que també sigui coneguda popularment com "els cubs".[11]
- Barceloneta, al barri de la Barceloneta (Ciutat Vella), amb una llargada d'uns 400 m i una amplada mitjana de 79. Està situada entre les platges de Sant Miquel i del Somorrostro. Juntament amb la de Sant Sebastià és una de les més antigues i de major tradició de la ciutat.[12]
- Somorrostro, al barri de la Barceloneta (Ciutat Vella), amb uns 522 m de llargada. Està situada entre les platges de la Barceloneta i de la Nova Icària, davant de l'Hospital del Mar. Fins al 1966, la platja del Somorrostro va acollir el barri de barraques que li donà nom.[1][13] A partir de l'any 2011, el tram de la platja de la Barceloneta comprès entre el Port Olímpic i l'espigó del Gas fou reanomenat com a platja del Somorrostro per a recuperar la memòria dels barris de barraques de Barcelona.[14]
- Nova Icària, al barri de la Vila Olímpica del Poblenou (Sant Martí), amb una llargada de 415 m. Està situada al centre del litoral de la ciutat, entre les platges del Somorrostro i del Bogatell.[15]
- Bogatell, al barri del Poblenou (Sant Martí), amb una llargada d'uns 700 m. Està situada entre les platges de la Nova Icària i de la Mar Bella, i és una de les que va adquirir qualitat al recuperar la façana marítima de Barcelona.[16]
- Mar Bella, al barri de Diagonal Mar i el Front Marítim del Poblenou (Sant Martí), amb uns 500 m de llargada. Està situada entre les platges del Bogatell i Nova Mar Bella. Fou creada arran de la remodelació urbanística que es dugué a terme a causa dels Jocs Olímpics de Barcelona de 1992. Disposa d'un espai dedicat al nudisme.[17]
- Nova Mar Bella, al barri de Diagonal Mar i el Front Marítim del Poblenou (Sant Martí), amb una llarga de 420 m aproximadament. Està situada entre les platges de la Mar Bella i Llevant, i juntament juntament amb la de la Mar Bella, es va crear al recuperar la façana litoral de Barcelona amb motiu dels Jocs Olímpics de la ciutat.[18]
- Llevant, al barri de Diagonal Mar i el Front Marítim del Poblenou (Sant Martí), amb una longitud d'uns 375 m i una amplada mitjana de 74. Està situada entre la platja de la Nova Mar Bella i la plataforma del zoo marí. És una platja artificial que es va crear a partir de la retirada de l'escullera de Rambla de Prim i la construcció de la plataforma que estava reservada per al zoo marí.[19] És l'única platja de la ciutat on és permés el bany de gossos a l'estiu, i amb aquesta finalitat des de 2016 se n'habilita una part i se separa físicament de la resta de la platja.[20]
- Banys del Fòrum, al barri de Diagonal Mar i el Front Marítim del Poblenou (Sant Martí), amb una longitud aproximada de 375 m. Està situada entre la plataforma del zoo marí i el límit del barri del Besòs i el Maresme. Es tracta d'una platja artificial i poc convencional, ja que no disposa de sorra i l'accés al bany es fa directament des de superfícies pavimentades.[1] Forma part del parc del Fòrum, creada arran del Fòrum de les Cultures que tingué lloc a la ciutat el 2004.[13]

Mapa de les platges de Barcelona.

## Esdeveniments
A les platges de Barcelona hi tenen lloc diversos esdeveniments durant l'any, la majoria dels quals són de tipus cultural: alguns concerts de La Mercè (Bogatell), els focs artificials de la nit de Sant Joan, les sessions del Cinema Lliure a la Platja a l'estiu (Sant Sebastià) les cantades d'havaneres durant la Festa Major de la Vila Olímpica (Bogatell) o el concert de l'OBC en motiu del Dia de la Música (Sant Sebastià).
També ha servit de plató cinematogràfic per a moltes pel·lícules, que hi van filmar algunes de les seves escenes en algun moment del rodatge. Les platges de la ciutat, juntament amb els seus parcs i jardins, són uns dels espais preferits a l'hora de rodar; l'any 2009 tots tres junts conformaven gairebé el 40% de les localitzacions de la ciutat triades. Algunes de les pel·lícules que van tenir les platges de Barcelona entre les seves localitzacions són, per exemple, Hay un camino a la derecha (Francesc Rovira-Beleta, 1952), Los Tarantos (Francesc Rovira-Beleta, 1963), Perros callejeros (José Antonio de la Loma, 1977), Tatuatge (Bigas Luna, 1978), La teta i la lluna (Bigas Luna, 1994), Lola vende cá (Llorenç Soler, 2002) Una casa de bojos (Cédric Klapisch, 2002), A la ciutat (Cesc Gay, 2003), Manuale d'amore 2 (Giovanni Veronesi, 2007), Biutiful (Alejandro González Iñárritu, 2010), Barcelona, nit d'estiu (Dani de la Orden, 2013) i Barcelona 1714 (Anna Maria Bofarull, 2019).
Des de la temporada de bany de 2016 l'Ajuntament posa a disposició dels seus ciutadans quatre itineraris marins, amb longituds d'entre 0,6 km i 1,2 km, per a que puguin practicar natació en aigües obertes i immersió lleugera. Aquests itineraris estan situats dins de les zones de bany a les platges de la Barceloneta, Sant Sebastià, Mar Bella i Nova Mar Bella, estan balisats i compten amb indicacions tant sobre les seves característiques com sobre la biodiversitat i les característiques del fons marí.